# William Atticus Parker
William Atticus Parker, född, 7 januari 2004, är en amerikansk skådespelare, manusförfattare och regissör.
Parker har bland annat medverkat filmerna Atrabilious och Hacke Hackspett på sommarläger.

## Filmografi (i urval)
- 2024 – Atrabilious även manus och regi
- 2024 – Hacke Hackspett på sommarläger